# Amadeus (Drama)
Amadeus ist ein Theaterstück in zwei Akten von Peter Shaffer, in dem der Protagonist Antonio Salieri seine Rolle in Mozarts Leben dem Publikum – den „Geistern der Zukunft“ – erläutert. Anhand der Person des Salieri wird der Kampf eines Menschen mit Gott thematisiert, der sich von diesem ungerecht behandelt fühlt, da er sich nur als Werkzeug sieht, aus seiner Mittelmäßigkeit heraus das Genie Mozarts zu erkennen.

## Inhalt

### 1. Akt
Die Venticelli fragen sich, ob Salieri der Mörder von Mozart sei, und legen im Zwiegespräch die Situation dar. Im November 1823 beschwört Salieri am frühen Morgen die Geister der Zukunft und erzählt ihnen seine Geschichte: „Mozarts Tod! – War ich’s oder war ich’s nicht?“ Er beginnt zu diesem Zweck im Jahre 1781. Er war damals 31, verheiratet und hoffte als Komponist auf die Stelle des Hofkapellmeisters Bonno. Die Venticelli berichten, dass der 25-jährige Mozart nach Wien gekommen sei. In Schönbrunn wird ruchbar, dass der Kaiser Mozart mit einer Komischen Oper auf Deutsch beauftragt hat. Dabei stellt Salieri dem Publikum die musikalische Kamarilla des Kaisers Joseph vor. Der Protagonist interessiert sich für den Menschen Mozart, der ihn beunruhigt, und erkundigt sich bei den Venticelli. Er besucht ein Konzert des jungen Komponisten bei Baronin Waldstädten und erkennt die Musik als Geniestreich. Er wird von Angst ergriffen, schließt aber aus weiteren Partituren, die er von den Venticelli bekommt, dass dieses eine Konzert nur ein Zufall war, und ist beruhigt.
Dann soll Mozart beim Kaiser vorstellig werden. Salieri hat dazu einen Willkommensmarsch komponiert, den er Joseph spielen lässt, als der junge Komponist hereinkommt. Der wird mit den Anwesenden bekannt gemacht. Dann stellt er sein Werk Die Entführung aus dem Serail vor und weist darauf hin, dass „nichts Peinliches“ darin vorkomme, sondern es sich auf Tugenden – deutsche Tugenden – beschränke. Er wolle die Liebe, die er als eine solche Tugend versteht, ausdrücken und äußert sich dabei abfällig über die Konventionen der italienischen Opern. Als erste Sopranistin stellt er sich Caterina Cavalieri, Salieris Vorzugsschülerin, vor, was diesen mit Eifersucht erfüllt. Dann kritisiert Mozart auch noch den Willkommensmarsch, was Salieri als Frevel ansieht.
Am Tag der Uraufführung beschreibt Salieri sein Erleben und kommt zu dem Schluss, dass Mozart etwas mit seiner Vorzugsschülerin hatte. Nach der Premiere kritisiert der Kaiser, dass die Oper zu viele Noten habe. Mozart erwidert, dass er genau so viele Noten verwendet habe, wie notwendig gewesen seien – keine mehr und keine weniger. Enttäuscht wendet er sich an Salieri um Beistand. Nach der Unterhaltung beschließt dieser, sich durch Constanze – Mozarts Verlobte – an Mozart für Caterina zu rächen. Der Komponist erkundigt sich bei seinen Venticelli nach Mozarts Lebensverhältnissen.
Bei einer Gesellschaft in Bonnos Haus ist auch Mozart eingeladen, der zu viel trinkt und in einige Fettnäpfchen tritt.
Mozart wird wütend, als er Constanze bei einer zweideutigen Situation beim Pfänderspiel mit den Venticelli erwischt. Der Streit dauert allerdings nicht lange. Als Salieri die beiden überrascht und schließlich mit Constanze allein ist, klagt diese ihm das Leid des Paares. Sie bittet Salieri, sich bei Hofe für ihren Verlobten zu verwenden. Der Komponist ziert sich und will am folgenden Tag mit ihr allein über Arbeitsproben reden. Er sieht die Zeit seiner Rache gekommen. Als Constanze am nächsten Tag kommt, macht er eindeutige Bemerkungen, welche Gegenleistung er sich für die Stelle vorstellt. Constanze ist schockiert und verlässt ihn. Salieri wird sich des Fiaskos bewusst, schaut sich die Arbeitsproben an und verzweifelt ob deren Genialität. Wütend über seine eigene Mittelmäßigkeit erklärt er fortan Gott zu seinem Feind, den er bekämpfen will, indem er Mozart – offenbar Gottes Günstling – zerstört.

### 2. Akt
Constanze bietet sich nun doch Salieri an, der aber ablehnt. Er empfiehlt dem Kaiser in der folgenden Unterhaltung einen anderen Mann für die Stelle am Hof. Die Venticelli berichten ihm über Mozarts desolate Situation, während es Salieri „blendend“ geht. Mozart plant eine neue Oper mit dem Thema Die Hochzeit des Figaro, in der auch gewöhnliche Personen und nicht nur Helden auftreten. Damit stößt er auf Widerstand bei der Musikkamarilla, und Salieri spinnt eine Intrige, um die Aufführung der Oper zu verhindern. Während einer Probe vereitelt der Kaiser persönlich – in Unkenntnis des Urhebers – den Erfolg der Intrige, und so muss Salieri die Premiere erleben und darin seinen Willkommensmarsch verarbeitet hören. Er erklärt dem Publikum das Stück und legt dar, wie er es erlebt. Doch das Stück wird nach wenigen Aufführungen wegen mangelnden Erfolgs abgesetzt.
Mozart erfährt während seines Aufbruchs nach England und im Beisein Salieris vom Tod seines Vaters, den er – wie Salieri beschreibt – als Komtur in Don Giovanni verewigt. In Così fan tutte erkennt Salieri Aloisia, die Schwester von Constanze Weber.
Um Mozart eine Stellung zu verschaffen, ernennt der Kaiser ihn zu Glucks Nachfolger als Kammerkomponist. Salieri überredet den Kaiser, Mozart nur ein Fünftel von Glucks Gehalt zu bezahlen, worauf Mozart gekränkt reagiert, weil er damit seine Familie nicht unterhalten kann. Schließlich wird Salieri als Nachfolger von Kapellmeister Bonno bestimmt. Die Venticelli berichten von Gerüchten, Mozart sei an Syphilis erkrankt.
Als Salieri erfährt, dass die Freimaurer, bei denen beide Komponisten Mitglied sind, Mozart finanziell unterstützen, schmiedet er eine Intrige, um ihm auch diese Hilfe zu entziehen. Er schlägt Mozart vor, die Rituale der Freimaurer in seine neue Oper Die Zauberflöte einfließen zu lassen. Nach der Premiere, die ebenfalls von Salieri beschrieben wird, kommt es zum Eklat: Baron van Swieten entzieht Mozart sämtliche Hilfe. Zudem prellte Schikaneder, der Impresario des Theaters, in dem die Zauberflöte aufgeführt wird, Mozart um seinen Anteil an den Einnahmen.
Constanze verlässt Mozart wegen der drückenden Geldnot, aus Salieris Sicht ist er nun erledigt. Als der Kapellmeister gerüchteweise hört, seine „Waffe“ gegen Gott sei verrückt geworden, und realisiert, dass demnach auch das Talent verloren ist, sucht er Mozart auf. Es kommt zur Offenbarung Salieris, der damit seine Rache an Gott vollendet hat. Constanze kommt bald darauf zurück und versöhnt sich mit ihrem gebrochenen Mann, der nur noch ein Schatten seiner selbst ist und in ihren Armen stirbt.
Als Salieri vom Tod Mozarts hört, wird ihm bewusst, dass er ihn in den Tod getrieben hat. Aber langsam dämmert ihm, dass Gottes Strafe für ihn immerwährend sein wird: Noch zu Lebzeiten muss er erleben, wie er und sein Werk immer mehr in Vergessenheit geraten, während das Genie Mozarts und dessen Werk immer beliebter und anerkannter werden.
Nach dieser für Salieri enttäuschenden Erkenntnis kehrt die Handlung wieder in das Jahr 1823 zurück. Salieri sorgt für die Verbreitung des Gerüchts, dass er der Mörder Mozarts sei. Enttäuscht und verzweifelt über seine eigene Mittelmäßigkeit schneidet er sich mit einem Rasiermesser die Kehle durch, um als Mörder Mozarts Unsterblichkeit zu erlangen. Er überlebt den Suizidversuch, wie das Publikum durch die Venticelli erfährt. Schließlich bleibt Salieri allein auf der Bühne zurück und erteilt allen Mittelmäßigen die Absolution.

## Personen
- Antonio Salieri
- Wolfgang Amadeus Mozart
- Constanze Weber, Mozarts Frau
- Zwei Venticelli (deutsch: Lüftchen), Salieris Informationsquellen
- Joseph II., damaliger Kaiser des Heiligen Römischen Reiches
- Graf Johann Kilian von Strack, Kammerherr des Kaisers
- Graf Franz Orsini-Rosenberg, Nationaloperndirektor
- Baron Gottfried van Swieten, Nationalbibliothekenpräfekt und Mozarts Verbindung zu den Freimaurern
- Salieris Diener, Konditor, Frau (Teresa Salieri), Schülerin (Caterina Cavalieri), sowie der Kapellmeister Bonno sind stumme Rollen
- zudem treten noch Bürger von Wien auf, die auch die Lakaien mimen, die für Bühnenumbauten während des Stückes zuständig sind

## Geschichte
Die Weltpremiere des Stücks war am 2. November 1979 im National Theatre London, die deutsche Premiere 1981 in Berlin (mit Boy Gobert als Salieri). 1984 kam es zur Filmadaption Amadeus durch Miloš Forman mit F. Murray Abraham in der Hauptrolle und Tom Hulce in der Titelrolle.
Der Wiener Hörspielregisseur Götz Fritsch inszenierte 1985 im Auftrag des Rundfunk der DDR mit Georg Schuchter in der Titelrolle eine 100-minütige Hörspiel-Version, die bis in die Gegenwart hinein viele erfolgreiche Übernahme-Ausstrahlungen im ORF, im ARD-Hörfunk und bei Deutschlandradio erfuhr.

## Ausgaben
- Peter Shaffer: Amadeus. Theaterstücke. Deutsche Übersetzungen von mehreren Autoren. Fischer Taschenbuchverlag, Frankfurt am Main 2006, 688 Seiten